# علم‌الدین ایدمر محیوی
اَیدَمَر مُحیَوی لقب گرفته به علمُ الدین و فخرُ التُرک (؟ -۱۲۵۲م) شاعر ترک‌تبار مملوکِ مصری در نیمهٔ اول سدهٔ هفتم هجری بود. با اینکه ترکی‌زبان بوده‌است اما در شعر عربی متین الترکیب وصف شده و از سروده‌هایش دریافته می‌شود که بر علوم روزگار دانا بوده‌است. از آثارش جز دیوان شعرش برجای نمانده است.